# Laphria auriflua
Laphria auriflua är en tvåvingeart som beskrevs av Gerstaecker 1861. Laphria auriflua ingår i släktet Laphria och familjen rovflugor. Inga underarter finns listade i Catalogue of Life.